# Gerichte im Fürstentum Schwarzburg-Rudolstadt
Dieser Artikel beschreibt die Gerichte im Fürstentum Schwarzburg-Rudolstadt, die auch im folgenden Freistaat Schwarzburg-Rudolstadt weiterbestanden.

## Vor 1850
Im Fürstentum Schwarzburg-Rudolstadt bestanden seit dem Beginn des Deutschen Bundes zwei oberste Landesbehörden: Das Geheime Ratskollegium (seit 29. Dezember 1848: Ministerium) und die Regierung mit Sitz jeweils in Rudolstadt. Die Regierung nahm dabei die Rolle eines Gerichtes zweiter Instanz war. Eine Appellation gegen die Entscheidungen der Regierung waren beim Oberappellationsgericht Zerbst (ab 1849: Oberappellationsgericht Jena) möglich. Dieses war das gemeinsame Oberappellationsgericht der thüringischen Kleinstaaten.
Gerichte erster Instanz und gleichzeitig untere Verwaltungsbehörden waren die Ämter. Eine Trennung der Rechtsprechung von der Verwaltung war nicht gegeben.
- Amt Arnsburg
- Amt Blankenburg
- Amt Ehrenstein
- Amt Frankenhausen (auch Berggericht)
- Amt Heringen bis 1819 dann preußisch
- Gericht Ichstedt bis 1825 dann Amt Frankenhausen
- Amt Stadtilm
- Amt Kelbra bis 1819 dann preußisch
- Amt Königsee
- Amt Könitz (auch Berggericht)
- Amt Leutenberg
- Amt Oberweißbach ab 1832
- Amt Paulinzella
- Amt Rudolstadt
- Amt Schwarzburg bis 1832
- Amt Seebergen bis 1825 dann Amt Gotha
- Amt Straußberg

Daneben bestanden eine Vielzahl an Patrimonialgerichten.
| Gericht                                     | Sitz                  | Amt             | Art                     | Gerichtsherr / Anmerkungen |
| ------------------------------------------- | --------------------- | --------------- | ----------------------- | --- |
| Patrimonialgericht Fröbitz                  | Fröbitz               | Amt Blankenburg | Ober- und Niedergericht | von Holleben |
| Patrimonialgericht Lichstedt                | Lichstedt             | Amt Blankenburg | Erb- und Niedergericht  | von Ketelhodt |
| Patrimonialgericht Quittelsdorf             | Quittelsdorf          | Amt Blankenburg | Ober und Niedergericht  | von Wurm (bis 1827, danach Domäne) |
| Patrimonialgericht Storchsdorf              | Storchsdorf           | Amt Blankenburg |                         | zu Quittelsdorf |
| Patrimonialgericht Unterrottenbach          | Unterrottenbach       | Amt Blankenburg |                         | zu Quittelsdorf |
| Patrimonialgericht Breitenheerda zu Tännich | Tännich               | Amt Ehrenstein  |                         | Sachsen-Weimar-Eisenach (Amt Berka) |
| Patrimonialgericht Großliebringen           | Großliebringen        | Amt Ehrenstein  | Erbgericht              | von Witzleben |
| Patrimonialgericht Kleinliebringen          | Kleinliebringen       | Amt Ehrenstein  | Erbgericht              | von Holleben (bis 1809, danach bis 1841 Fürst von Schwarzburg-Rudolstadt) |
| Patrimonialgericht Tännich                  | Tännich               | Amt Ehrenstein  | Erbgericht              | Sachsen-Weimar-Eisenach (Amt Berka) |
| Patrimonialgericht Geilsdorf                | Geilsdorf             | Amt Stadtilm    | Erbgericht              | |
| Patrimonialgericht Breternitz               | Breternitz            | Amt Leutenberg  | Ober- und Niedergericht | zu Fischersdorf |
| Patrimonialgericht Burglemnitz              | Burglemnitz           | Amt Leutenberg  | Ober- und Niedergericht | von Holleben |
| Patrimonialgericht Döhlen                   | Döhlen                | Amt Leutenberg  | Erbgericht              | Zu Lassen |
| Patrimonialgericht Eichicht                 | Eichicht              | Amt Leutenberg  | Ober- und Niedergericht | seit 1434 Beulwitz |
| Patrimonialgericht Fischersdorf             | Fischersdorf          | Amt Leutenberg  | Ober- und Niedergericht | 1652 von Dobeneck, 1766 Kretschmann, 1786 von Schauroth, 1788 Eberhardt |
| Patrimonialgericht Ilm                      | Dorfilm               | Amt Leutenberg  | Ober- und Niedergericht | 16. Jahrhundert von Watzdorf, 1560 von Würtzburg, 17. Von Gräfendorf, Gräfin Aemilie Antonie von Schwarzburg-Rudolstadt, 1692 Amtsort |
| Patrimonialgericht Kleingeschwenda          | Amt Leutenberg        | Kleingeschwenda | Erbgericht              | 16. Jahrhundert von Würtzburg und von Watzdorf, 1610 Amtsort |
| Patrimonialgericht Knobelsdorf              | Knobelsdorf           | Amt Leutenberg  | Ober- und Niedergericht | zu Eiba, seit etwa 1830 vom Amt Schwarzburg |
| Patrimonialgericht Löhma                    | Löhma                 | Amt Leutenberg  |                         | ab 1434 von Beulwitz |
| Patrimonialgericht Laasen                   | Laasen                | Amt Leutenberg  | Erbgericht              | von Schönfeld, 1747 Amtsort |
| Patrimonialgericht Munschwitz               | Munschwitz            | Amt Leutenberg  | Ober- und Niedergericht | zu Löhma |
| Patrimonialgericht Reschwitz                | Reschwitz             | Amt Leutenberg  | Ober- und Niedergericht | 16. Jahrhundert von Beulwitz, von Lengefeld, von Würtzburg, 1664 von Lengefeld, 1755–1850 von Schönfeld |
| Patrimonialgericht Schweinbach              | Schweinbach           | Amt Leutenberg  | Erbgericht              | 17. Jahrhundert bis 1790 von Breithaupt, 1790 von Avemann, 1817 Amtsdorf |
| Patrimonialgericht St. Jakob                | St. Jakob             | Amt Leutenberg  | Ober- und Niedergericht | 1509 von Beulwitz, seitdem zu Löhma |
| Patrimonialgericht Weitisberga              | Weitisberga           | Amt Leutenberg  | Ober- und Niedergericht | Der Ort war zweiherrlich. In der Schwarzburg-Rudolstädter Hälfte lag die Gerichtsbarkeit im 17. Jahrhundert bei von Watzdorf und von Günderode, 1698 von Ilten und 1739 bis 1850 von Hirschfeld. In der Hälfte von Reuß-Gera war dies 1647 Reuß-Saalburg, 1666 Reuß-Lobenstein, 1678 Reuß-Ebersdorf und 1848 Reuß jüngere Linie |
| Patrimonialgericht Breitenheerda            | Breitenheerda         | Amt Rudolstadt  |                         | zu Tännich, 1712 an Amt Ehrenstein |
| Patrimonialgericht Lichstedt                | Lichstedt             | Amt Rudolstadt  | Erb- und Niedergericht  | von Ketelhodt (seit 1829 vom Amt Blankenburg) |
| Patrimonialgericht Tännich                  | Tännich               | Amt Rudolstadt  |                         | 1712 an Amt Ehrenstein |
| Patrimonialgericht Allendorf (Anteil)       | Allendorf             | Amt Schwarzburg | Erbgericht              | 17. Jahrhundert von Mosbach, von Greußen, 1724–1850 von Oertel |
| Patrimonialgericht Angelroda bei Ilmenau    | Angelroda             | Amt Schwarzburg | Ober und Niedergericht  | Seit dem 17. Jahrhundert zum Amt Schwarzburg gerechnet. 1363 von Witzleben, 16. Jahrhundert von Rußwurm, Grafen von Schwarzburg, 1651–1850 von Witzleben |
| Patrimonialgericht Aschau                   | Aschau                | Amt Schwarzburg | Niedergericht           | 17. Jahrhundert von Ilten, von Boseck, 1719 von Brandenstein, 18. Jahrhundert bis 1850 von Röder |
| Patrimonialgericht Barigau                  | Barigau               | Amt Schwarzburg | Ober und Niedergericht  | zu Dörnfeld an der Heide |
| Patrimonialgericht Büchellohe               | Büchellohe            | Amt Schwarzburg | Ober und Niedergericht  | zu Gräfenau, 1826 Amtsort im Amt Ilm |
| Patrimonialgericht Cottendorf               | Cottendorf            | Amt Schwarzburg | Ober und Niedergericht  | 17. Jahrhundert von Mosbach, von Greußen, 1724–1850 von Oertel |
| Patrimonialgericht Dörnfeld an der Heide    | Dörnfeld an der Heide | Amt Schwarzburg | Ober und Niedergericht  | 1736–1850 von Röder |
| Patrimonialgericht Döschnitz                | Döschnitz             | Amt Schwarzburg | Ober und Niedergericht  | zu Döschnitz, 1663 Amtsort |
| Patrimonialgericht Eyba                     | Eyba                  | Amt Schwarzburg | Ober und Niedergericht  | zu Dörnfeld an der Heide |
| Patrimonialgericht Büchellohe               | Büchellohe            | Amt Schwarzburg | Ober und Niedergericht  | 15. Jahrhundert von Könitz, 1771 von Stockmeyer, 1803 von Fischern, um 1830 an Amt Leutenberg |
| Patrimonialgericht Fröbitz                  | Fröbitz               | Amt Schwarzburg | Ober und Niedergericht  | 17. Jahrhundert von Greußen, von Boseck, 18. Jahrhundert bis 1850 von Holleben, 1812 an Amt Blankenburg |
| Patrimonialgericht Gräfinau                 | Gräfinau              | Amt Schwarzburg | Ober und Niedergericht  | 17. Jahrhundert von Witzleben, 18. Jahrhundert Grafen und Fürsten von Schwarzburg-Rudolstadt, 1826 Amtsortim Amt Ilm |
| Patrimonialgericht Griesheim                | Griesheim             | Amt Schwarzburg | Ober und Niedergericht  | 17. Jahrhundert von Griesheim, 1720 von beulwitz und von Lindefeld, 1744–1850 von Hoheneck |
| Hüttengerichte Katzhütte                    | Katzhütte             | Amt Schwarzburg | Hüttengericht           | 1832 an Amt Oberweißbach |
| Patrimonialgericht Knobelsdorf              | Knobelsdorf           | Amt Schwarzburg | Ober und Niedergericht  | zu Eyba, um 1830 an Amt Leutenberg |
| Patrimonialgericht Lichta                   | Lichta                | Amt Schwarzburg | Erb und Niedergericht   | zu Griesheim |
| Patrimonialgericht Rohrbach                 | Rohrbach              | Amt Schwarzburg | Ober und Niedergericht  | zu Döschnitz, 1663 Amtsort |
| Patrimonialgericht Schönheide               | Schönheide            | Amt Schwarzburg | Ober und Niedergericht  | zu Dörnfeld an der Heide |
| Patrimonialgericht Sitzendorf               | Sitzendorf            | Amt Schwarzburg | Erbgericht              | zu Allendorf |
| Patrimonialgericht Unterköditz              | Unterköditz           | Amt Schwarzburg | Niedergericht           | 16. Jahrhundert von Greußen, 17. Jahrhundert von Thüna, Wislizenus, 18. Jahrhundert von Kellerm 18. Jahrhundert Schwimmer, 18. Jahrhundert von Holleben |
| Patrimonialgericht Wildenspring             | Wildenspring          | Amt Schwarzburg | Ober und Niedergericht  | 1459–1850 von Holleben |
| Patrimonialgericht Wittgendorf              | Wittgendorf           | Amt Schwarzburg | Ober und Niedergericht  | zu Döschnitz, 1663 Amtsort |

Folgende Orte verfügten über eine eigene Niedergerichtsbarkeit:
- Stadtilm
- Rudolstadt
- Teichel (stark eingeschränkte Niedergerichtsbarkeit)
- Frankenhausen
- Heringen

## 1850
Die Märzrevolution führte auch in Schwarzburg-Rudolstadt zur Forderung nach Abschaffung der Patrimonialgerichte und zur Trennung von Rechtsprechung und Verwaltung.
Am 1. Juli 1850 traten die Organisationsgesetze in Kraft, die das Gerichtswesen grundsätzlich änderte. Zum gleichen Tag traten auch die Vereinbarungen mit dem Großherzogtum Sachsen-Weimar-Eisenach und dem Fürstentum Schwarzburg-Sondershausen über die Gerichtsgemeinschaft in Kraft.
Rechtsgrundlage war das Gesetz wegen künftiger Einrichtung der Rechtspflege vom 1. Mai 1850 und das Gesetz über die Zuständigkeit der Gerichte und über den Instanzenzug in bürgerlichen Rechtsstreitigkeiten. Damit waren die Patrimonialgerichte abgeschafft und Verwaltung und Rechtsprechung getrennt worden.
Erste Instanz waren Justizämter mit einem Justizamtmann als Einzelrichter. Darüber standen Kreisgerichte mit typischerweise drei Richtern. Mittelgericht war das Appellationsgericht Eisenach, das gemeinsam mit den Nachbarstaaten gebildet worden war. Darüber stand das Oberappellationsgericht Jena. Es ergaben sich also folgende Gerichte:
- Kreisgericht Rudolstadt als Gericht zweiter Instanz für die Schwarzburg-Rudolstädter Oberherrschaft, darunter das
- Justizamt Königsee
- Justizamt Leutenberg
- Justizamt Oberweißbach
- Justizamt Rudolstadt
- Justizamt Stadtilm

Die Aufgabe der Berggerichtes hatte das Bergamt Könitz übernommen.
- Kreisgericht Sondershausen für die Schwarzburg-Rudolstädter Unterherrschaft als gemeinsame Behörde mit Schwarzburg-Sondershausen und Sachsen-Weimar-Eisenach (siehe auch Gerichte im Fürstentum Schwarzburg-Sondershausen), darunter das
- Justizamt Frankenhausen I (bis 1853)
- Justizamt Frankenhausen II (bis 1853)
- Justizamt Frankenhausen (1853–1879)
- Justizamtskommission Schlotheim

In der Reaktionsära wurde die Trennung von Rechtsprechung und Verwaltung aus Kostengründen wieder in Frage gestellt. Die Verordnung über die Organisation der unteren Landesverwaltungsbehörden vom 1. Mai 1858 hob die Landratsämter auf und überwies den Justizämtern die Verwaltungsaufgaben. Auf Wunsch des Landtags wurden mit Gesetz vom 7. Februar 1868 die Landratsämter wieder hergestellt und die Gerichte wieder von den Verwaltungsaufgaben befreit.
Am 1. Juli 1858 wurde das Disziplinargericht 1. Instanz sowie 2. Instanz in Rudolstadt geschaffen.

## Ab 1879
Im Rahmen der Einführung der Reichsjustizgesetze wurde das Oberappellationsgericht Jena in das Oberlandesgericht Jena und das Appellationsgericht Rudolstadt in das Landgericht Rudolstadt umgewandelt. Dieses war für das Fürstentum Schwarzburg-Rudolstadt und benachbarte Gebiete zuständig. Darunter waren 14 Amtsgerichte angesiedelt, von denen 7 zu Schwarzburg-Rudolstadt gehörten.
- Amtsgericht Camburg (Sachsen-Meiningen)
- Amtsgericht Frankenhausen
- Amtsgericht Gräfenthal (Sachsen-Meiningen)
- Amtsgericht Königsee
- Amtsgericht Kranichfeld (Sachsen-Meiningen)
- Amtsgericht Leutenberg
- Amtsgericht Oberweißbach
- Amtsgericht Pößneck (Sachsen-Meiningen)
- Amtsgericht Ranis (Preußen)
- Amtsgericht Rudolstadt
- Amtsgericht Saalfeld (Sachsen-Meiningen)
- Amtsgericht Schlotheim
- Amtsgericht Stadtilm
- Amtsgericht Ziegenrück (Preußen)

Am 21. Juli 1884 entstand das Rekursgericht in Gewerbesachen. Am 1. Oktober 1812 nahm das Thüringische Oberverwaltungsgericht zu Jena seine Arbeit auf.
Diese Gerichtsorganisation blieb auch im Freistaat Schwarzburg-Rudolstadt bestehen. Mit der Bildung des Landes Thüringen kam es zu einer Neuorganisation. Siehe hierzu Gerichte in Thüringen.